# ابرگوتسن
ابرگوتسن (به آلمانی: برگوتسن) یک شهر در آلمان است که در Radolfshausen واقع شده‌است. ابرگوتسن ۱٬۸۶۸ نفر جمعیت دارد.